# Parádsasvár
Parádsasvár är en ort (by) i provinsen Heves i norra Ungern. Orten hade 288 invånare (2022), på en yta av 16,94 km². Den ligger i Mátrabergen mellan städerna Gyöngyös och Eger.